# آدی بودا
در بودیسم وجره‌یانه، آدی بودا یا آدی-بودا 
(به تبتی: Dang-po'i sangs-rgyas)، «بودای نخستین» است. این واژه اشاره به یک بودای خودبرآمده خودآفریده است که قبل از هر چیز دیگری وجود داشته است. سامانتابهادرا، وجره‌هارا و وایروکانا شناخته‌شده‌ترین نامهای آدی‌بودا هستند، هر چند که نامهای دیگری مانند سانگیانگ آدی بودا در اندونزی وجود دارند. آدی بودا معمولاً به رنگ آبی تیره نمایش داده‌می‌شود. مفهوم آدی‌بودا از هر شکل دیگر بودیسم به یکتاپرستی نزدیک‌تر است.